# Routledge
Pour les articles homonymes, voir Routledge.
Routledge est une maison d'édition britannique fondée en 1851. Basée dans un premier temps essentiellement sur la littérature populaire qui a fait sa fortune, dont les fameux yellowbacks (en), de nos jours la majorité des livres de Routledge touchent aux sciences humaines et aux sciences sociales. Routledge appartient au groupe Taylor & Francis, qui est une subdivision de Informa plc, une compagnie fondée au Royaume-Uni.

## Histoire
Sous le nom de Camden Publishing, cette maison d'édition apparaît en 1836, quand George Routledge (1812-1888) fonde une entreprise avec W. H. Warne. Avec Frederick Warne est créée en 1851 George Routledge and Co., qui devient Routledge, Warne and Routledge en 1858, puis George Routledge and Sons après le départ de Warne. À la suite d'un nouveau financement en 1902, la compagnie rachète J. C. Nimmo Ltd en 1903.[réf. nécessaire]
En 1912, une fusion avec Kegan Paul, Trench, Trübner & Co. crée Routledge and Kegan Paul Ltd., une maison d'édition londonienne majeure. Taylor & Francis rachète Routledge en 1998.[réf. nécessaire]

## Débuts: la littérature populaire
George Routledge construit son empire de publication essentiellement sur les réimpressions à bon marché. Il commence en 1848 avec sa collection Railway Library ([Bibliothèque du chemin de fer]), diffusant des éditions américaines qui, jusqu'en 1894, ne sont pas ou à peine protégées par le copyright selon la loi britannique. Suivent de nombreuses autres collections du même genre, parmi lesquelles sa New Series of Shilling Toy Books créée dans les années 1860, avec tout au plus une demi-douzaine de pages de texte et autant de pages d'illustrations. Il a aussi la collection Useful Library, très populaire, qui inclut en 1855 Shilling Cookery for the People par Alexis Soyer.
Les illustrations sont un autre aspect marquant de ses éditions. Il promeut la collaboration entre Walter Crane et l'imprimeur Edmund Evans qui travaille en couleurs, ce qui détermine la notoriété de W. Crane abondamment reproduit dans le livres pour enfants, les collections de poésie et les yellowbacks (en) si communément lus.

## Encyclopédie
Taylor and Francis ferme sa division Routledge Encyclopedia en 2006 pour cause de faible rentabilité. Grandes publications récentes :
- Routledge Encyclopedia of Philosophy (1998) par Edward Craig, en dix volumes, maintenant disponible sur Internet ;
- Routledge Encyclopedia of International Political Economy ;
- Encyclopedia of Paleontology (1987) par Ronald Singer.

## Revues
- Cultural Studies (journal)
- Journal of Gender Studies